# Семикина, Елена
Еле́на Семи́кина (англ. Elena Semikina; род. 8 сентября 1983, Молдавия) — канадская модель, победительница конкурса Мисс Вселенная Канады 2010.

## Биография
Елена Семикина родилась в Молдавии в 1983 году. В 2002 году вместе с родителями переехала в Канаду.
В 2008 году впервые приняла участие в конкурсе Мисс Вселенная Канады и вошла в десятку лучших. Тогда же участвовала в международном конкурсе Мисс Интернешнл.
В 2010 году Елена вновь участвует в конкурсе Мисс Вселенная Канады, проводившемся 14 июня 2010 года в Торонто, и на этот раз одерживает победу.
Представляла Канаду на конкурсе Мисс Вселенная 2010, прошедшем в Лас-Вегасе в августе 2010 года.
Елена живёт в Торонто, учится в Университете Йорка, специализируясь на маркетинге и финансах.
Елена была в составе жюри предварительного этапа конкурса Мисс Вселенная 2013, прошедшего в Москве.